# Ruinele curții boierilor Bălăceanu din Tătărăștii de Sus
Ruinele curții boierilor Bălăceanu din Tătărăștii de Sus este un ansamblu de monumente istorice aflat pe teritoriul satului Tătărăștii de Sus, comuna Tătărăștii de Sus.

Ansamblul este format din două monumente:
- Ruine paraclis (cod LMI TR-II-m-A-14477.01)
- Ruine case (cod LMI TR-II-m-A-14477.02)